# Wahlen in Uruguay 2024
Die Präsidentschafts- und Parlamentswahl in Uruguay 2024 fand am 27. Oktober statt. Weil keiner der Präsidentschaftskandidaten im ersten Wahlgang die absolute Mehrheit der Stimmen erhielt, folgte am 24. November eine Stichwahl zwischen den beiden Erstplatzierten, Yamandú Orsi und Álvaro Delgado.
Bei der Stichwahl stimmten 1.196.798 (= 49,84 %) der Wähler für Orsi, der damit zum Präsidenten gewählt wurde, und 1.101.296 (= 45,87 %) für Delgado. Stimmenthaltungen und ungültige Stimmen abgezogen, entspricht das einem Stimmenanteil von 52,08 % für Orsi und 47,92 % für Delgado.
Mit den Wahlen am 27. Oktober wurde zudem eine Volksabstimmung durchgeführt, bei der die Wähler eine Initiative der Gewerkschaften zur Senkung des Renteneintrittsalter ablehnten.

## Ergebnis
| Parteien                                                                                               | Parteien                                 | Kandidaten            | 2. Wahlgang | 2. Wahlgang | 1. Wahlgang | 1. Wahlgang | Mandate | Mandate |
| Parteien                                                                                               | Parteien                                 | Kandidaten            | Stimmen     | %           | Stimmen     | %           | Kammer  | Senat   |
| --- | ---------------------------------------- | --------------------- | ----------- | ----------- | ----------- | ----------- | ------- | ------- |
| | Frente Amplio                            | Yamandú Orsigewählt   | 1.196.798   | 52,3        | 1.058.625   | 46,2        | 48      | 16      |
| | Partido Nacional                         | Álvaro Delgado        | 1.101.296   | 48,1        | 644.638     | 28,1        | 29      | 9       |
| | Partido Colorado                         | Andrés Ojeda          |             |             | 385.962     | 16,9        | 17      | 5       |
| | Partido Identidad Soberana               | Gustavo Salle         |             |             | 64.783      | 2,8         | 2       | –       |
| | Cabildo Abierto                          | Guido Manini Ríos     |             |             | 59.030      | 2,6         | 2       | –       |
| | Partido Independiente                    | Pablo Mieres          |             |             | 41.223      | 1,8         | 1       | –       |
| | Partido Constitucional Ambientalista     | Eduardo Lust          |             |             | 11.695      | 0,5         | –       | –       |
| | Asamblea Popular                         | Gonzalo Martínez      |             |             | 9.958       | 0,4         | –       | –       |
| | Partido Ecologista Radical Intransigente | César Vega            |             |             | 9.155       | 0,4         | –       | –       |
| | Partido por los Cambios Necesarios       | Guillermo Franchi     |             |             | 3.128       | 0,1         | –       | –       |
| | Partido Avanzar Republicano              | Martín Pérez Banchero |             |             | 1.870       | 0,1         | –       | –       |
| Gesamt                                                                                                 | Gesamt                                   | Gesamt                | 2.298.094   | 100         | 2.290.067   | 100         | 99      | 30      |
| |                                          |                       |             |             |             |             |         |         |
| Quellen: Corte Electoral, 1. Wahlgang – 2. Wahlgang (→ Escrutinio Departamental → Escrutinio Primario) |                                          |                       |             |             |             |             |         |         |

- Sitzverteilung: Hare-Quote nach Departamentos (Kammer, Artikel 3 und 4 des Wahlgesetzes) und auf nationaler Ebene (Senat, Artikel 5 und 6)[3].

## Detaillierte Ergebnisse

### Ergebnis nach Departamentos
| Departamento   | 1. Wahlgang | 1. Wahlgang | 1. Wahlgang | 1. Wahlgang | 1. Wahlgang | 1. Wahlgang | 1. Wahlgang | 1. Wahlgang | 1. Wahlgang | 1. Wahlgang | 1. Wahlgang | 1. Wahlgang     | 2. Wahlgang | 2. Wahlgang | 2. Wahlgang     | Mandate Kammer | Mandate Kammer |
| Departamento   | Lemas       | Lemas       | Lemas       | Lemas       | Lemas       | Lemas       | Lemas       | Lemas       | Lemas       | Lemas       | Lemas       | Gültige Stimmen | Lemas       | Lemas       | Gültige Stimmen | Mandate Kammer | Mandate Kammer |
| Departamento   | FA          | PN          | PC          | IS          | CA          | PI          | PCA         | AP          | PERI        | PCN         | PAR         | Gültige Stimmen | FA          | PN          | Gültige Stimmen | Mandate Kammer | Mandate Kammer |
| -------------- | ----------- | ----------- | ----------- | ----------- | ----------- | ----------- | ----------- | ----------- | ----------- | ----------- | ----------- | --------------- | ----------- | ----------- | --------------- | -------------- | -------------- |
| Artigas        | 17.101      | 20.930      | 9.473       | 772         | 3.092       | 263         | 94          | 81          | 19          | 143         | 25          | 51.993          |             |             |                 | 2              |                |
| Canelones      | 189.218     | 89.789      | 55.477      | 10.385      | 7.700       | 4.723       | 1.776       | 1.698       | 1.794       | 317         | 239         | 363.116         |             |             |                 | 15             |                |
| Cerro Largo    | 21.398      | 29.019      | 8.162       | 1.383       | 2.052       | 431         | 276         | 42          | 118         | 205         | 18          | 63.104          |             |             |                 | 2              |                |
| Colonia        | 36.577      | 32.788      | 15.911      | 2.024       | 1.404       | 1.274       | 329         | 238         | 293         | 146         | 359         | 91.343          |             |             |                 | 4              |                |
| Durazno        | 16.078      | 15.468      | 9.401       | 958         | 1.050       | 411         | 132         | 148         | 120         | 129         | 28          | 43.923          |             |             |                 | 2              |                |
| Flores         | 5.596       | 8.741       | 4.238       | 346         | 307         | 189         | 36          | 34          | 49          | 68          | 16          | 19.620          |             |             |                 | 2              |                |
| Florida        | 19.217      | 17.621      | 9.102       | 1.226       | 697         | 634         | 190         | 122         | 200         | 133         | 16          | 49.158          |             |             |                 | 2              |                |
| Lavalleja      | 13.965      | 14.690      | 10.945      | 1.227       | 1.053       | 461         | 209         | 105         | 167         | 56          | 109         | 42.987          |             |             |                 | 2              |                |
| Maldonado      | 45.298      | 48.536      | 23.323      | 4.627       | 3.061       | 2.154       | 798         | 466         | 810         | 121         | 93          | 129.287         |             |             |                 | 5              |                |
| Montevideo     | 466.994     | 184.567     | 118.167     | 27.101      | 21.063      | 26.253      | 5.551       | 5.312       | 3.514       | 742         | 661         | 859.925         |             |             |                 | 39             |                |
| Paysandú       | 33.686      | 29.320      | 11.910      | 2.155       | 1.331       | 466         | 443         | 397         | 329         | 153         | 39          | 80.229          |             |             |                 | 3              |                |
| Río Negro      | 17.158      | 11.171      | 8.341       | 1.084       | 1.025       | 269         | 131         | 76          | 56          | 48          | 26          | 39.385          |             |             |                 | 2              |                |
| Rivera         | 19.986      | 19.632      | 26.734      | 1.495       | 4.426       | 438         | 193         | 162         | 154         | 112         | 21          | 73.353          |             |             |                 | 3              |                |
| Rocha          | 22.889      | 17.749      | 10.024      | 1.890       | 1.223       | 420         | 291         | 265         | 213         | 158         | 17          | 55.139          |             |             |                 | 2              |                |
| Salto          | 39.153      | 24.313      | 18.657      | 1.816       | 3.849       | 797         | 357         | 132         | 227         | 170         | 50          | 89.521          |             |             |                 | 4              |                |
| San José       | 33.244      | 23.065      | 12.539      | 1.726       | 1.381       | 837         | 295         | 290         | 364         | 108         | 52          | 73.901          |             |             |                 | 3              |                |
| Soriano        | 25.106      | 20.633      | 11.348      | 1.944       | 1.453       | 439         | 183         | 160         | 484         | 97          | 49          | 61.896          |             |             |                 | 2              |                |
| Tacuarembó     | 23.848      | 21.494      | 16.614      | 1.553       | 2.081       | 574         | 256         | 168         | 156         | 162         | 35          | 66.941          |             |             |                 | 3              |                |
| Treinta y Tres | 12.113      | 15.112      | 5.596       | 1.071       | 782         | 190         | 155         | 62          | 88          | 60          | 17          | 35.246          |             |             |                 | 2              |                |

### Stimmen nach Sublemas (Senado)
| Partei (Lema)                          | Partei (Lema)                            | Sublema                               | Stimmen |
| -------------------------------------- | ---------------------------------------- | ------------------------------------- | ------- |
|                                        | Frente Amplio                            | Por un Uruguay para la gente          | 734.650 |
| Unidad para la Esperanza               | Frente Amplio                            | 237.796                               |         |
| Socialismo es Libertad                 | Frente Amplio                            | 76.151                                |         |
| Sublema Hoja 959                       | Frente Amplio                            | 79                                    |         |
| Votos al lema                          | Frente Amplio                            | 9.949                                 |         |
|                                        | Partido Nacional                         | Uruguay para adelante                 | 624.511 |
| En Marcha                              | Partido Nacional                         | 12.332                                |         |
| Por la Vida, la Familia y la Patria    | Partido Nacional                         | 2.479                                 |         |
| Nuevo Wilsonismo                       | Partido Nacional                         | 104                                   |         |
| Vamos Libertad                         | Partido Nacional                         | 61                                    |         |
| Votos al lema                          | Partido Nacional                         | 5.151                                 |         |
|                                        | Partido Colorado                         | Unir para crescer                     | 233.604 |
| Vamos Uruguay                          | Partido Colorado                         | 148.231                               |         |
| Corriente Constructora Liberal         | Partido Colorado                         | 1.082                                 |         |
| Votos al lema                          | Partido Colorado                         | 3.045                                 |         |
|                                        | Partido Identidad Soberana               | Sublema Hoja 18010                    | 64.758  |
| Votos al lema                          | Partido Identidad Soberana               | 25                                    |         |
|                                        | Cabildo Abierto                          | Unión de Cabildantes                  | 30.811  |
| Corriente Nacional Maninista           | Cabildo Abierto                          | 17.902                                |         |
| Un solo País                           | Cabildo Abierto                          | 9.335                                 |         |
| Espacio de los Pueblos Libres          | Cabildo Abierto                          | 188                                   |         |
| Votos al lema                          | Cabildo Abierto                          | 794                                   |         |
|                                        | Partido Independiente                    | De acá, para arriba                   | 40.976  |
| Votos al lema                          | Partido Independiente                    | 247                                   |         |
|                                        | Partido Constitucional Ambientalista     | Sublema Lust Hitta, Eduardo Manuel    | 11.687  |
| Votos al lema                          | Partido Constitucional Ambientalista     | 8                                     |         |
|                                        | Asamblea Popular                         | En Lucha por la Soberanía             | 5.806   |
| Por un gobierno de trabajadores        | Asamblea Popular                         | 1.879                                 |         |
| El Pueblo en Lucha                     | Asamblea Popular                         | 1.027                                 |         |
| Humanistas                             | Asamblea Popular                         | 999                                   |         |
| Movimiento en Defensa de los Jubilados | Asamblea Popular                         | 110                                   |         |
| Votos al lema                          | Asamblea Popular                         | 137                                   |         |
|                                        | Partido Ecologista Radical Intransigente | Sublema Hoja 1330                     | 7.880   |
| Movimiento de los Comunes              | Partido Ecologista Radical Intransigente | 1.212                                 |         |
| Votos al lema                          | Partido Ecologista Radical Intransigente | 63                                    |         |
|                                        | Partido por los Cambios Necesarios       | Sublema Hoja 2018                     | 3.127   |
| Votos al lema                          | Partido por los Cambios Necesarios       | 1                                     |         |
|                                        | Partido Avanzar Republicano              | Sublema Perez Banchero, Felipe Martin | 1.819   |
| Votos al lema                          | Partido Avanzar Republicano              | 51                                    |         |